# Hostal de Girona
L'Hostal de Girona és un edifici situat als carrers de l'Oli i dels Mercaders de Barcelona, catalogat com a bé amb elements d'interès (categoria C).

## Història
El 1802, l'hostaler Josep Bordas va demanar permís per a reconstruir la façana del carrer de l'Oli, i novament el 1804 per a reedificar-ne la part dreta després d'haver enderrocat la volada, segons el projecte del mestre de cases Joan Massanes.
El 1976 s'hi va obrir la Galeria Joan de Serrallonga, fundada per Darío Olaortua, baró de Viver i president de la Fundació SETBA, i un grup d'amics. Des del 2023 hi ha Mater, Casa Museu de la Plaça de l'Oli.

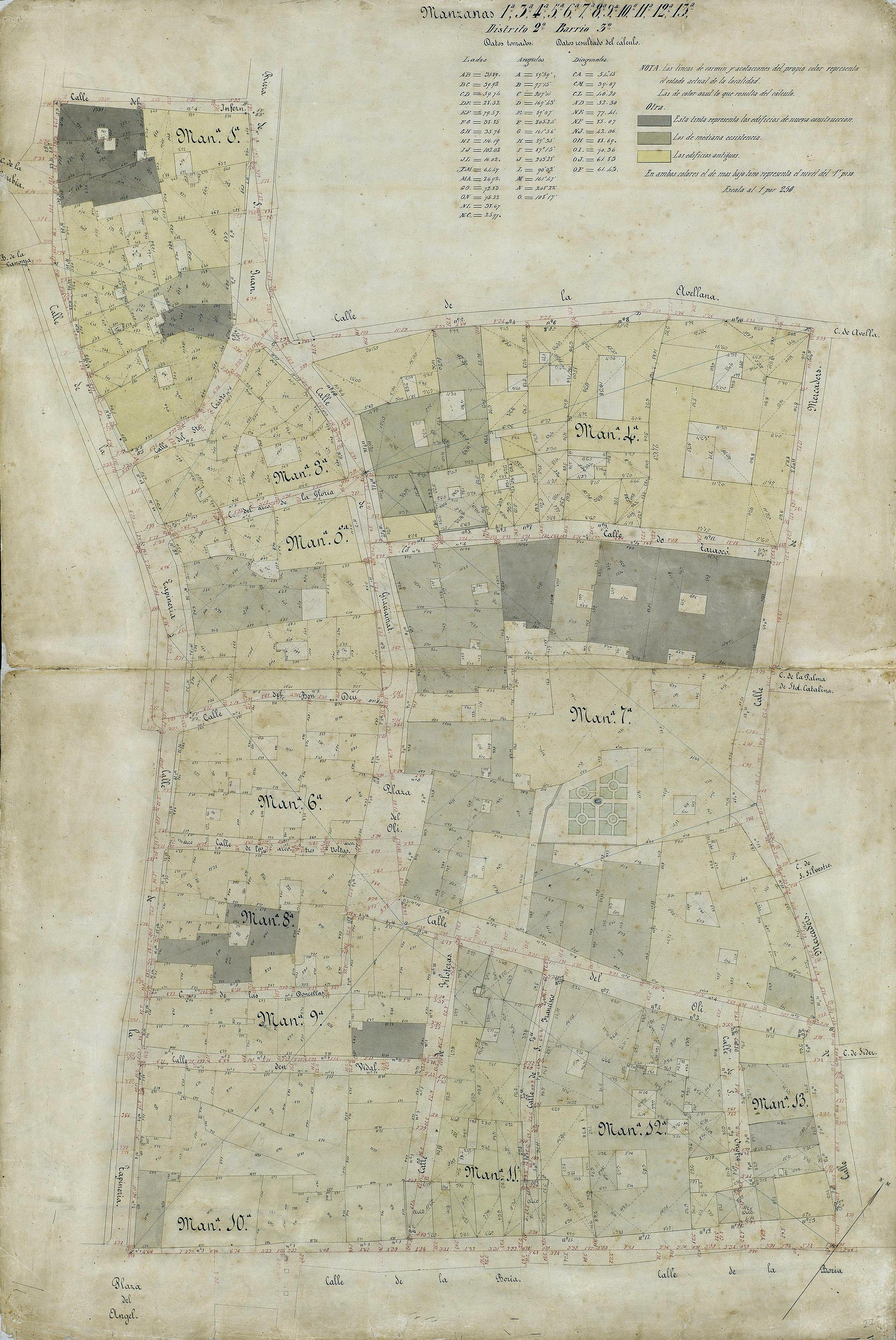
Quarteró núm. 27 de Miquel Garriga i Roca

## Descripció
La façana del carrer de l'Oli té planta baixa i quatre pisos, amb finestres i balcons de ferro i rajoles. Als baixos hi ha dos arcs escarsers amb dovelles i muntants de pedra. Pel més gran s'accedeix a l'antic Hostal de Girona, que abasta també els baixos del núm. 15 del carrer dels Mercaders. Hi destaca el gran pati d'arcs carpanells, on l'estudi històrico-arquitectònic realitzat per Veclus va permetre localitzar les restes d'una llotja medieval (mitjans del segle xiii), així com un gran arc rebaixat amb impostes decorades amb àngels (finals del segle xiii).
Al carrer dels Mercaders hi ha dues cases sobre una parcel·la petita, però amb una façana força ampla. Als baixos del núm. 13 hi ha un portal d'arc de mig punt amb petites dovelles, on s'ha encastat una porta moderna. El portal del núm. 15 és més gran i de llinda plana de pedra. Tot i que alguns vestigis podrien ser medievals, el gruix d'aquestes construccions deu ser dels segles xvii o xviii.